# Palló Imre Művészeti Szakközépiskola
A Palló Imre Művészeti Szakközépiskola Székelyudvarhelyen található.
Három épülete van: A, B, C. Az A. épület a Kossuth Lajos utca 41 szám alatt található, a B. épület a Petőfi Sándor utca 24 szám alatt, és a C. épület a B. épület udvarán található.
Az A. épületben zeneoktatás folyik a következő hangszereken: zongora, gitár, hegedű, brácsa, nagybőgő, cselló, trombita, klarinét, oboa, fuvola, vadászkürt, tuba, dob és magánének (Canto). Az iskolában kórusoktatás is folyik.
A B. épületben elméleti oktatás folyik, és a képzőművészet osztályosoknak a szobrászatot, festőművészetet, kerámiát, textilművészetet és grafikát oktatnak.
A C. épületben a I-III. osztályosok vannak elhelyezve.
Az igazgató Porsche Éva, aligazgató Jakab Zoltán.